# Албул Артем Олександрович
Артем Олександрович Албул, більш відомий як Клятий Раціоналіст (нар. 16 жовтня 1993, Вознесенське, Миколаївська область) — український науково-популярний YouTube блоґер, популяризатор науки.

## Життєпис
Народився у Вознесенському, Миколаївська область. Батьки і бабуся — вчителі. Закінчив школу із золотою медаллю.

Здобув вищу освіту в Миколаївському національному університеті імені Сухомлинського за спеціальністю «середня освіта: українська філологія». Хоча за фахом ніколи не працював, позитивно відгукувався про свою освіту:
«...філологічна освіта — це чудове підґрунтя для будь-якої діяльності, пов'язаної з текстами. Крім цього, гуманітарна освіта дає змогу відкривати світ наново, вивчаючи біологію, фізику і таке інше.»
Живе у Миколаєві.

## Кар'єра
Мав досвід участі в КВН при МНУ імені Василя Сухомлинського.
Працював ведучим святкових (весіль, корпоративів) та освітньо-культурних заходів. Був ведучим міжнародного літературного фестивалю «Фронтера», що відбувся 2 жовтня 2020 року.
Коментував футбольні матчі, зокрема «Чорноморець» — «Гірник-Спорт» за 3 серпня 2019 року.
Вів програму «Новий день» на каналі «UA: Миколаїв».

## Канал
На створення каналу Артема надихнула передача Quite Interesting, де Стівен Фрай спростовував загальноприйняті упередження і міські легенди. Почав блоґерську діяльність улітку 2017 року, а регулярно став випускати відео з січня 2018. Ось що Артем згадував про вибір назви каналу: 
«Я її шукав, я її цілеспрямовано вигадував. Мені хотілося, щоб це було саме поєднання прикметника та іменника: іменник, який розкриває підхід мій, а прикметник мав зробити назву каналу більш виразною, більш пошуково привабливою. Раціоналіст підійшло за підходом. Слово клятий полісемантичне: його можна розуміти і в значенні завзятий, затятий, і звісно, як реакцію з боку людей, які не мислять категоріями науки».
Відео виходять регулярно, приблизно раз на тиждень. Автор використовує наукові та науково-популярні книги і статті, сайти світових чи українських дослідницьких установ, медичних організацій, серед них Міністерство охорони здоров'я і соціальних служб США, Medline Plus, Pubmed, британське МОЗ, Американська онкологічна асоціація.
На каналі є кілька рубрик:
- спростування міфів — основний формат відео, де автор ставить під питання правдивість загальновідомих знань, обґрунтовує їхню оманливість або доводить істинність[7];
- цікаві факти — ролики, де Раціоналіст розкриває неочікувані чи маловідомі відомості[8];
- новини науки — про останні винаходи, відкриття, дослідження;
- «антиморок» —  розповідь про конкретну людину та/або організацію, які займаються маніпуляцією, розповсюджують антинаукові відомості;
- «вечірній раціоналіст» — інформаційно-розважальне шоу в форматі вечірнього випуску, в якому відбуваються зустрічі та інтерв’ю з українськими науковцями;
- «науково обґрунтовані лайфгаки» — перевірені корисні поради, які ставлять за мету покращити наше життя;
- «клятий подкаст» — спілкування з однодумцями, вченими, популяризаторами науки;
- «псевдодіагностика» — рубрика, де відбувається аналіз шарлатанських методів дослідження організму.

Станом на червень 2023 року на канал підписана понад 287 тисяч глядачів, серед них не лише громадяни України, а й українські діаспоряни в Канаді.

## Згадки
- У відео Клятого Раціоналіста були запрошені сімейна лікарка Дарина Дмитрієвська[10], письменник Макс Кідрук[11], популяризатор науки Віталій Шевчук[12], письменниця і біологиня Дар'я Озерна[13], кандидат фізико-математичних наук Антон Сененко[14].
- Пізнавальні матеріали Клятого Раціоналіста з’являлися на сторінці колишньої в. о. міністра охорони здоров’я Уляни Супрун[15].
- Був голосовим актором в озвученні трейлера книжки Макса Кідрука «Доки світло не згасне назавжди», презентація якої відбулася 27 серпня 2019.
- У 2020 році в Україні запустили платформу «Науковий метод», Артем Албул разом із мікробіологинею, засновницею проєкту «Мікроб і Я», кандидаткою біологічних наук Оленою Лівінською, співзасновником та головним редактором науково-популярного журналу «Куншт» Кирилом Безкоровайним та Катериною Булавіновою — лікаркою, медичною експерткою Дитячого фонду ООН (ЮНІСЕФ) в Україні[16].
- Здобув відзнаку «Паляниця Awards-2020» від «Українського телебачення Торонто» у номінації «Розумний український YouTube року»[17].
- Брав участь у заході «West Media Forum 2020»[18].
- Був учасником першого фестивалю українських блогерів, що відбувся у 2020 році[19].
- 31 січня 2021 року був гостем випуску «Є сенс» на «5 каналі»[20].
- У рейтингу українських блогерів від видання «Фокус» посів 69-місце за даними голосування 3 березня 2021 року[21].
- Один із блогерів добірки «30 до 30: Хто творить майбутнє українських медіа», складеної Премією імені Георгія Ґонґадзе у партнерстві з виданням «The Ukrainians»[22].
- Національний проєкт з медіаграмотності «Фільтр» ініціював публічну дискусію «Як розвинути критичне мислення аудиторії?» у рамках Lviv Media Forum 2021, одним з доповідачів був Артем Албул[23].
- Одержав відзнаку «Високі стандарти журналістики-2021» у номінації «За швидкий та якісний розвиток у професії»[24].
- Відео Артема Албула ретранслювали декілька локальних телеканалів, зокрема миколаївський «Март», а також «НавігаторТВ»[25].
- За даними сервісу «Маніфест», станом на травень 2022 канал «Клятий раціоналіст» посідає 82 місце в загальному рейтингу українськомовних блогерів[26] і 1 місце в рейтингу блогерів наукової тематики[27].
- Після 24 лютого разом з автором блогу «Цікава наука» Віталієм Шевчуком і волонтерами Артем Албул допомагає збирати кошти на необхідну для ЗСУ техніку[28].

## Цікаві факти
- Улюблений футбольний клуб — «Реал Мадрид».
- Улюблена книга — «Де немає Бога» Макса Кідрука.[29]